# U-Boot-Bunker Valentin
Le bunker Valentin (U-Boot-Bunker Valentin) est un abri de protection bétonné situé au bord de la rivière Weser à Rekum, dans la banlieue de Brême, en Allemagne. Il était destiné au montage des U-Boote allemands pendant la Seconde Guerre mondiale. 
L'usine, en construction de 1943 à mars 1945 par recours au travail forcé, endommagée par les bombardements alliés, se trouvait inachevée à la fin de la guerre. Le bunker Valentin a été la plus grande usine fortifiée de construction de sous-marins en Allemagne, et la deuxième après les installations faites à Brest, en France.

## Construction

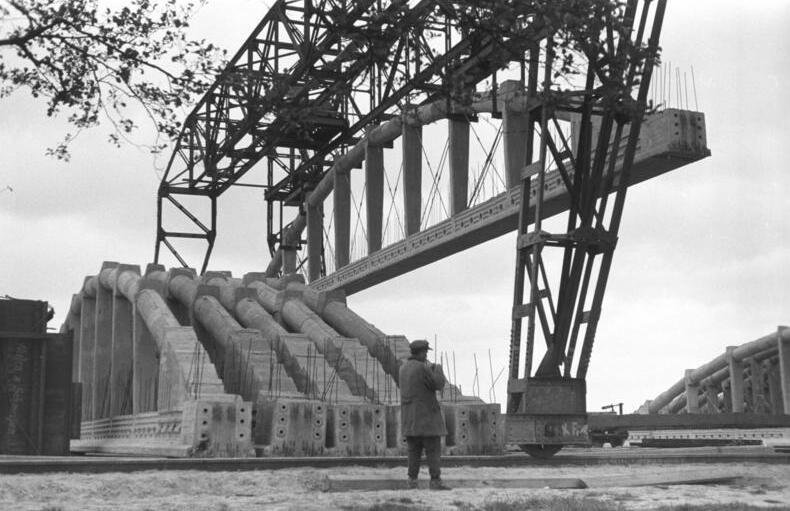
Mise en place d'un élément de charpente en béton armé sur le toit du bunker Valentin, en 1944.

La production des chantiers navals d'U-Boote de la flotte allemande a été considérablement réduite par les bombardements anglo-américains qui contraignirent les Allemands à construire des usines à l'épreuve des bombes. Beaucoup de ces sites de production étaient opérationnels en 1944, comme l'U-Boot-Bunker Nordsee III dans l'île d'Heligoland, les bunkers Fink II et Elbe II à Hambourg ou le bunker Kilian à Kiel. D'autres sites d'Allemagne et dans d'autres pays occupés étaient en construction ou prévus, tels que Hornisse à Brême, Elbe XVII et Wenzel à Hambourg, Wespe à Wilhelmshaven et Kaspar à Kiel. 
Sous le nom de code de Valentin, une usine de sous-marins devait être construite directement au bord de la rivière Weser entre Rekum et Farge, dans la banlieue de Brême. Il était prévu que le centre serait utilisé pour l'assemblage final des sous-marins type XXI, débutant en avril 1945 avec trois bateaux et, à partir d'août 1945, pour une livraison mensuelle minimum de 14 bateaux. Un second bunker appelé Valentin II était envisagé.
Le bunker mesure environ 426 m de long et  97 m de large à son point le plus large, avec des murs de 4,5 m d'épaisseur. La hauteur de la structure est comprise entre 22,5 et 27 m. Le toit est fait de dizaines de grands arcs en béton armé, fabriqués sur place et levés individuellement. Le toit a une épaisseur d'environ 4,5 m, mais une partie atteint 7,20 m d'épaisseur. L'ensemble avoisine les 500 000 m3 de béton.
La conception et la supervision du projet Valentin était assurées par l'Organisation Todt.
En mars 1945, les installations étaient réalisées à 90 % et la plupart des machines-outils avaient été installées. La production d'U-Boote devait commencer dans un délai de deux mois.

## Utilisation prévue

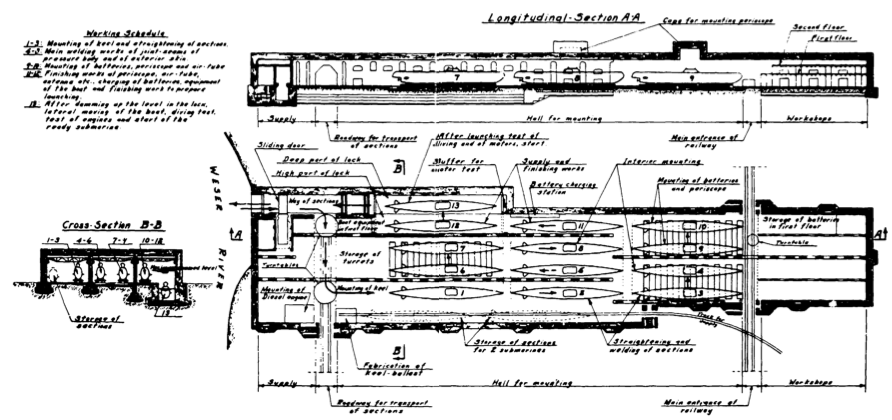
Plan de Valentin, fait en 1946 à partir du rapport de l'US Air Force dans le cadre du Projet Ruby

Une fois achevé, le bunker aurait mobilisé une main–d'œuvre de quelque 4 500 ouvriers esclaves. Sous la direction des chantiers de la Bremer Vulkan, il était prévu d'assembler chaque U-Boot à partir de huit grands éléments pré-fabriqués dans d'autres chantiers tels que Bremer Vulkan, Deschimag AG Weser avec son bunker Hornisse, Kriegsmarinewerft Wilhelmshaven avec le bunker Wespe et Deschimag Seebeckwerft dans le bunker de Bremerhaven, avant d'être envoyés à Valentin par des barges.